# Bisaya
För språkgruppen, se visayaspråk.
Bisaya är en ursprungsbefolkning i nordvästra Borneo, inom Malaysia. De är främst koncentrerade runt Limbangfloden i den norra delen av staten Sarawak. I Sabah och i Brunei finns andra isolerade stammar kallade Kadazan-Dusun. 
De är avlägset släkt med det visayafolket på Filippinerna, även om en jämförelse mellan cebuanos vokabulär visar att det finns få likheter mellan språken; snarast är bisayafolkets språk besläktat med malajiska än de filippinska visayaspråken. Sådana likheter kan bero på standardiseringseffekten och de influenser som malajiska har haft över inte bara bornisk bisaya utan även över alla de andra etniska språken som talas i Malaysia. Samma sak kan ses i Tyskland där standardtyska har influerat vokabulären och grammatiken i de regionala dialekterna. 
En av deras huvudsakliga festivaler kallad Babulang firas årligen i Batu Danau nära den bruneiska gränsen. Under festivalen bärs traditionella svarta kostymer och buffelracing sker.